# Dual slalom

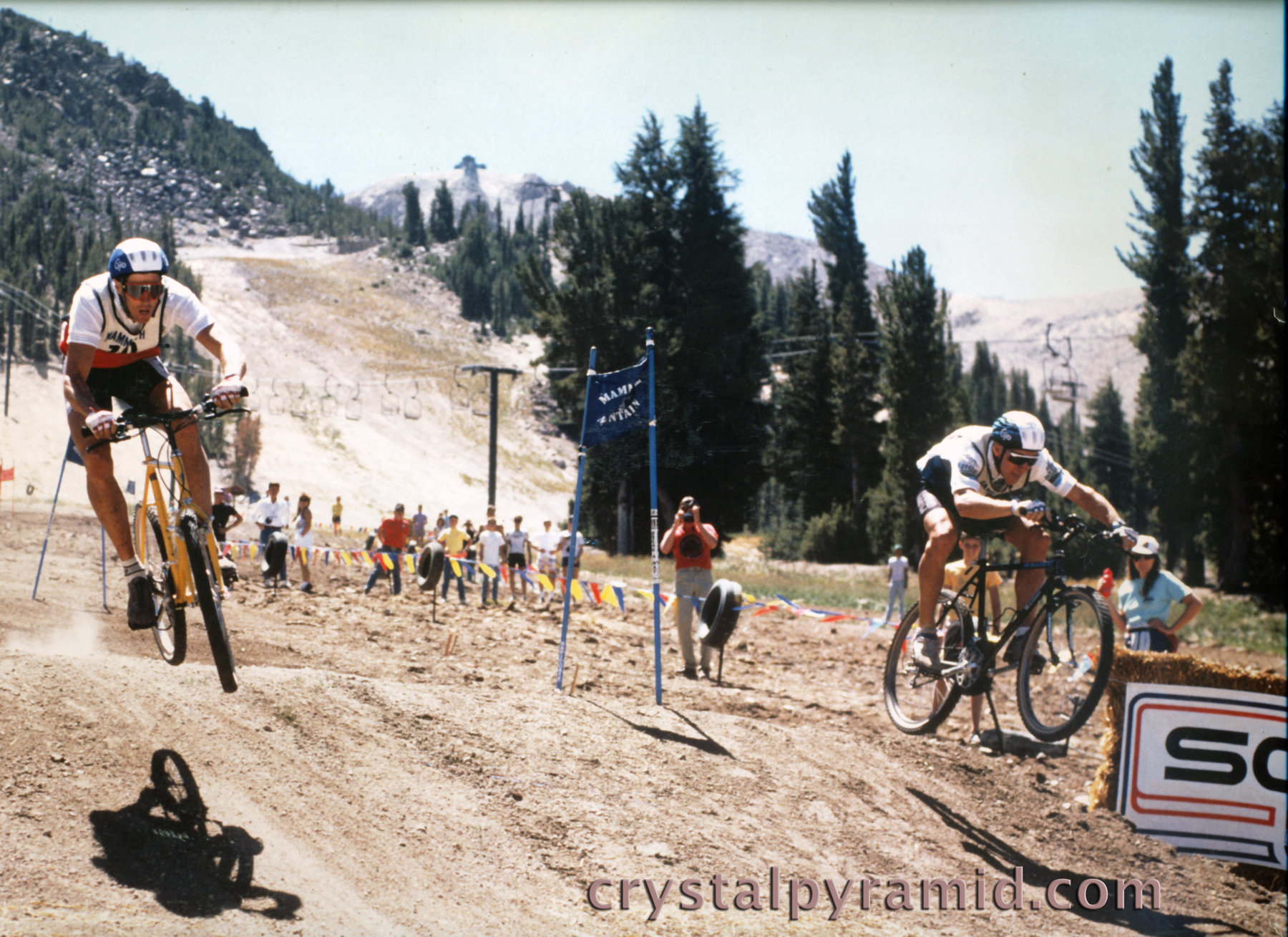
Jimmy Deaton a John Tomac soupeří v dual slalomu, Mammoth Mountain, 1988

Dual slalom je cyklistická disciplína, která zažila svůj největší rozkvět v rámci počátečního formování disciplín horských kol v průběhu 9O. let 20. století. Trať dual slalomu je vyznačena slalomovými brankami, podobně jako je tomu u lyžařského paralelního slalomu. Trḁť je také doplněna skoky a technickými nerovnostmi. Později, ke konci 90. let, začaly přibývat takě větší a propracovanější konstrukce, jako hliněné klopené zatáčky. Dva jezdci nastupují do souboje proti sobě na technické, zpravidla několik set metrů dlouhé trati vedoucí z kopce. Rychlejší z nich pak postupuje do dalšího kola. Později byl dual slalom nahrazen divácky atraktivnějším fourcrossem.